# Ammophila confusa
Ammophila confusa là một loài côn trùng cánh màng trong họ Sphecidae, thuộc chi Ammophila. Loài này được A. Costa miêu tả khoa học đầu tiên năm 1864.